# Evgueni Petrovitch Jouravlev
Evgueni Petrovitch Jouravlev (en russe : Евгений Петрович Журавлев), né le 8 octobre 1896 dans l'Empire russe et décédé le 11 mai 1983 en URSS, est un militaire soviétique ayant le grade de lieutenant-général.

## Biographie
Jouravlev est né dans le village de Roudkovka dans le gouvernement de Tchernigov dans l'Empire russe, maintenant en Ukraine.
En 1915, il est enrôlé dans l'armée impériale russe et participe à la Première Guerre mondiale sur le Front sud-ouest. Il rejoint la révolution de février à Petrograd en 1918 et rejoint Armée rouge. Il commande un détachement de partisans au comité révolutionnaire. D'août 1919 à août 1924, il commande une brigade de cavalerie dans le corps des Cosaques. En 1925 et 1929, il étudie à l'Académie militaire Frounze. En 1936, il est nommé chef d'état-major du 5e corps de cavalerie. En octobre 1937, il devient maître de conférences au département des tactiques de formation avancée de cavalerie pour les commandants. En 1939, il participe à la Guerre d'Hiver.
Il est promu major général le 4 juin 1940. Durant la Seconde Guerre mondiale, en novembre 1941, il est nommé chef d'état-major du Front de Kalinine. De septembre 1942 à janvier 1943, il commande la 29e armée. De janvier 1943 à mars 1943, il commande la 53e armée. Il est promu lieutenant général le 9 septembre 1943. De mars 1943 à octobre 1943, il commande la 68e armée (en). D'octobre 1944 à février 1944, il commande la 21e armée. De février 1944 à novembre 1944, il commande la 18e armée et participe à l'Offensive Dniepr-Carpates.
Après la guerre, il est nommé au poste de commandant de la 27e armée et, en novembre 1945, commandant du district militaire des Carpathes. En mars 1955, il est nommé au poste de chef du département du personnel de la Force terrestre.

## Décorations
- Ordre de Lénine
- Ordre de l'Étoile rouge
- Ordre de Koutouzov